# بورسيرة مكنسية
بورسيرة مكنسية (الاسم العلمي:Bursera penicillata) هي نوع من النباتات تتبع جنس البورسيرة من الفصيلة البخورية.